# Teodora di Valacchia
Teodora (in bulgaro  Теодора?; fl. XIV secolo) di Valacchia era la figlia di Basarab I di Valacchia (r. 1310-1352) e di Margherita.
Ha sposato in prime nozze Ivan Alessandro di Bulgaria. Da questo matrimonio nacquero quattro figli: Michele Asen, Ivan Sracimir, Ivan Asen e Vasilisa. Nel 1345 lo zar Ivan Alessandro divorziò dalla zarina Teodora e la rinchiuse in un monastero come monaca con il nome di Teofana.
È considerata la prima suora conosciuta nella storia della Romania e nel 2022 è stata canonizzata dalla Chiesa ortodossa rumena con il nome di Venerabile Teofana Basarab. La sua festa è celebrata il 28 ottobre.